# نصب الدستور
نصب الدستور، نصب وطني كويتي، أزاح أمير الكويت الشيخ صباح الأحمد الجابر الصباح الستار عنه بحفل رسمي أقيم في 4 مارس 2015، وقد شُيّد في ذكرى اليوبيل الذهبي لدستور الكويت، صمم النصب على شكل كتاب مفتوح، ويعد أحد معالم حديقة الشهيد في وسط الكويت العاصمة.